# Motzstraße
Die Motzstraße verläuft über rund 1,5 Kilometer vom Berliner Ortsteil Schöneberg am Nollendorfplatz über den Viktoria-Luise-Platz bis zum Prager Platz im Ortsteil Wilmersdorf. Der zwischen dem Nollendorfplatz und der Martin-Luther-Straße gelegene Abschnitt weist eine Häufung von Lokalen der schwulen Szene auf und ist überregional bekannt für das Lesbisch-schwule Stadtfest, das sogenannte „Motzstraßenfest“. Seit 2019 findet am Ende der Motzstraße, auf dem Nollendorfplatz, Berlins LGBT-Weihnachtsmarkt Christmas Avenue statt.

## Geschichte
Die Motzstraße gehörte zu den Schöneberger Straßen, die der Hobrecht’sche Bebauungsplan festsetzte, und trug hier die Nummer 8. Vom Nollendorfplatz bis zur Bamberger Straße gehört sie zum Ortsteil Schöneberg des Bezirks Tempelhof-Schöneberg. Von hier bis zum Prager Platz gehört sie zum Ortsteil Wilmersdorf des Bezirks Charlottenburg-Wilmersdorf.
Namenspatron der Straße war der ehemalige preußische Finanzminister Friedrich von Motz. Der in Schöneberg liegende Abschnitt erhielt seinen Namen durch eine – am 6. Juli 1870 bekanntgegebene – Kabinettsorder. Der 1870 einbezogene östliche Abschnitt zwischen Nollendorfplatz und Kurfürstenstraße wurde 1934 in Mackensenstraße umbenannt. Da August von Mackensen Förderer Adolf Hitlers war, gab es in den 1990er Jahren eine längere politische Kontroverse um eine Umbenennung; seit 1998 heißt dieser Teil Else-Lasker-Schüler-Straße nach der deutsch-jüdischen Dichterin Else Lasker-Schüler, die 1924–1933 in der Straße wohnte, allerdings auf der anderen Seite des Nollendorfplatzes.
Die ehemalige Straße 20, Abt. IV des seinerzeitigen Berliner Bebauungsplans vom Nollendorfplatz bis zur damaligen Lutherstraße (dieser Teil wurde erst am 1. März 1963 in Martin-Luther-Straße umbenannt) wurde 1889 und der westlich des Viktoria-Luise-Platzes liegende Straßenabschnitt, die damalige Königshofer Straße in Wilmersdorf, im Jahr 1901 in die Motzstraße einbezogen. Damit gilt der Name für Wilmersdorf erst seit dem 21. Oktober 1901. Ein Abschnitt der Straße gehörte bis 1938 auch zum damaligen Bezirk Charlottenburg.
Im Jahr 1910 wurde unter der Motzstraße die heutige Linie U4 der Berliner U-Bahn angelegt.

## Bauwerke (Auswahl)
Das Wohnhaus Motzstraße 22 steht unter Denkmalschutz, es wurde zusammen mit dem Haus Motzstraße 14 nach Plänen des Architekten Gustav Gebhardt zwischen 1897 und 1899 im Jugendstil errichtet. Zu den repräsentativen Gebäuden am Viktoria-Luise-Platz gehört auch das Wohn- und Geschäftshaus Motzstraße 55, das 1901–1902 von der Bauunternehmung Boswau & Knauer GmbH errichtet wurde und ebenfalls ein Baudenkmal ist. Auch die Wohnhäuser Motzstraße 58 und 61, beide im Jahr 1901 fertiggestellt, stehen auf der Berliner Denkmalliste.
Weitere Gebäude wurden nach dem Schinkelwettbewerb von 1980 umgestaltet. Auf dem Grundstück Motzstraße 8 am Nollendorfplatz ist eine Gartenarchitektur mit Statue erwähnenswert, die 1891 nach Entwurf des Architekten Franz Piater entstand und als Kulturdenkmal gilt. Ein weiteres bemerkenswertes Baudenkmal ist das Metropol-Theater am Nollendorfplatz mit den angrenzenden Bauensembles Motzstraße 1–3 und Nollendorfstraße 11/12. Das Theater – ursprünglich Neues Schauspielhaus genannt – ist das einzige historische und heute noch immer dominierende Gebäude an der Südseite des Nollendorfplatzes. Der monumentale Bau mit giebelbekrönter Hauptfassade und kräftigen Seitentürmen gehört zu den erhaltenen Resten eines 1906 errichteten Baukomplexes, der sich mit Theater und Konzertsaal, Konzertgarten sowie Restaurant- und Büroflügel zwischen Motzstraße und Nollendorfstraße erstreckte. Nach Entwurf des aus der Schweiz stammenden Architekten Albert Froelich in Zusammenarbeit mit der Bauunternehmung Boswau & Knauer war die Anlage im Auftrag der Theater- und Saalbau AG ausgeführt worden. In der wechselvollen Nutzungsgeschichte des Gebäudes als populäres kommerzielles Theater der Kaiserzeit, als eines der ersten Lichtspielhäuser um 1910, als politisches Theater Erwin Piscators in den 1920er Jahren und als Diskothek Metropol ab 1978, wurde nach Jahren des Leerstands 2005 mit einem spektakulären Umbau zum Clubgebäude ein neues Kapitel eröffnet.

## Leben in der Motzstraße
Während die Motzstraße westlich der Martin-Luther-Straße eher den Charakter einer reinen Wohnstraße hat, ist sie zwischen der Martin-Luther-Straße und dem Nollendorfplatz bekannt für eine Häufung schwuler Kneipen, Bars und Restaurants, deren Vorgängerinnen hier schon vor dem Ersten Weltkrieg und in den 1920er Jahren existierten, als Christopher Isherwood in dieser Gegend wohnte. Unterbrochen von der Zeit des Nationalsozialismus wurde daran nach dem Zweiten Weltkrieg wieder angeknüpft. Seit Beginn des 21. Jahrhunderts findet hier und in den Nebenstraßen alljährlich im Juni das Motzstraßenfest – ein lesbisch-schwules Straßenfest – statt.
Rudolf Steiner – der Begründer der Anthroposophie – und seine zweite Frau Marie von Sivers wohnten von 1903 bis 1923 im Haus Motzstraße 30, an dem deswegen eine Gedenktafel angebracht wurde. Von 1924 bis 1933 lebte die Dichterin und Malerin Else Lasker-Schüler im Gebäude Motzstraße 7 (damals Hotel Koschel mit der Hausnummer 78), woran ebenfalls eine Gedenktafel erinnert. Der Motzstraßenkreis war eine politische Gruppe von Nationalkonservativen um Arthur Moeller van den Bruck, Heinrich von Gleichen-Rußwurm und Eduard Stadtler.